# Last Tap Dance in Springfield
«Last Tap Dance in Springfield» (рус. Последняя чечётка в Спрингфилде) — двадцатый эпизод одиннадцатого сезона мультсериала «Симпсоны». Впервые вышел в эфир 7 мая 2000 года.

## Сюжет
Симпсоны отправляются в Спрингфилдский универмаг. Пока Гомер проверяет зрение вместе с Бартом, Лиза с Мардж идут на фильм о латиноамериканцах. Лиза очаровывается танцами, увиденными в фильме, и решает научиться танцевать. Но в Танцевальной Школе ей говорят, что она подходит только для чечётки. Лиза учится танцевать чечётку, но у неё ничего не получается и она хочет бросить ненавистное занятие. Вот только ей не хочется расстроить родителей, которые рады новому увлечению Лизы. На концерте девочке не разрешают танцевать со всеми, ей нужно только поднять занавес. Профессор Фринк решает помочь девочке не разочаровать Гомера и Мардж — он переставляет механизм от игрушки, реагирующей на хлопки, на ботинки Лизы. Лиза отлично танцует и даже перетанцовывает свою преподавательницу. Всё бы было хорошо, вот только зрители слишком бурно аплодировали Лизе и из-за этого испортился мотор. Лиза не может остановиться, лишь благодаря Гомеру ей удаётся упасть и снять с себя ботинки. Так танцевальная карьера Лизы завершается.
А тем временем Барт с Милхаусом решают остаться в Спрингфилдском Универмаге ночью. Оказавшись там, мальчики вовсю веселятся с товарами и катаются на эскалаторах. На утро они прячутся от продавцов, которые, увидев беспорядок, вызвали полицию. Шеф Виггам решает, что в универмаге поселились крысы, и решает их поймать. Он предпринимает несколько попыток поймать виновников погрома «в стиле Тома и Джерри». Но не добившись нужного результата, он велит спустить львов в универмаг. Барту с Милхаусом удаётся усмирить львов клубками ниток, но после этого они решают завязать с жизнью в супермаркете, а то мало ли!